# نيلسون فيغا
نيلسون سيزار تافاريس رودريغيز فيغا (بالإنجليزية: Nélson César Tavares Rodrigues Veiga) (مواليد 9 فبراير 1978 في لشبونة) لاعب كرة قدم من الرأس الأخضر دولي  يجيد اللعب في خط الدفاع . لعب لنادي الكوكب الرياضي المراكشي  و يلعب حاليا لصالح نادي أيك لارنكا القبرصي منذ سنة 2008 .

## روابط خارجية
- نيلسون فيغا على موقع الاتحاد الدولي (مؤرشف)  (الإنجليزية)
- نيلسون فيغا على موقع قاعدة بيانات كرة القدم.إي يو (الإنجليزية)
- نيلسون فيغا على موقع ناشيونال فوتبول تيمز (الإنجليزية)
- نيلسون فيغا على موقع Soccerway.com (الإنجليزية)